# Echinopsis smrziana
Echinopsis smrziana là một loài thực vật có hoa trong họ Cactaceae. Loài này được Backeb. mô tả khoa học đầu tiên năm 1935.

## Hình ảnh

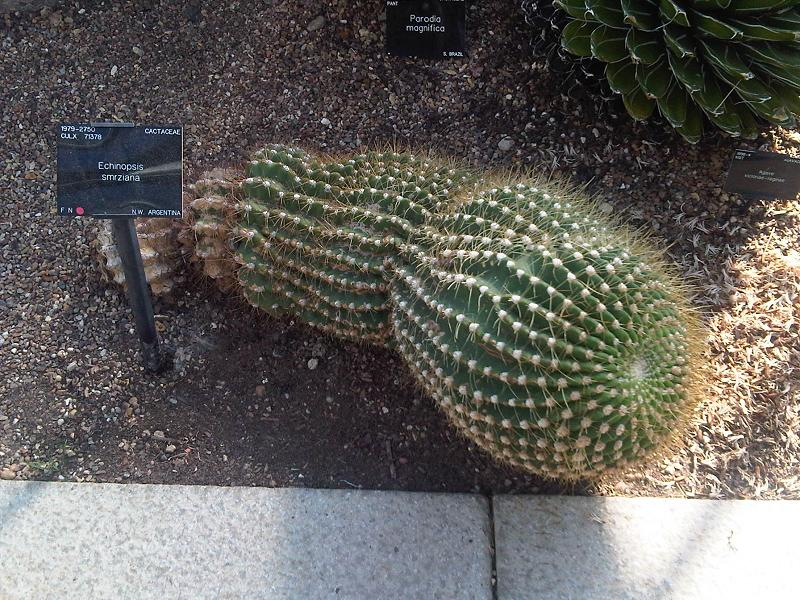
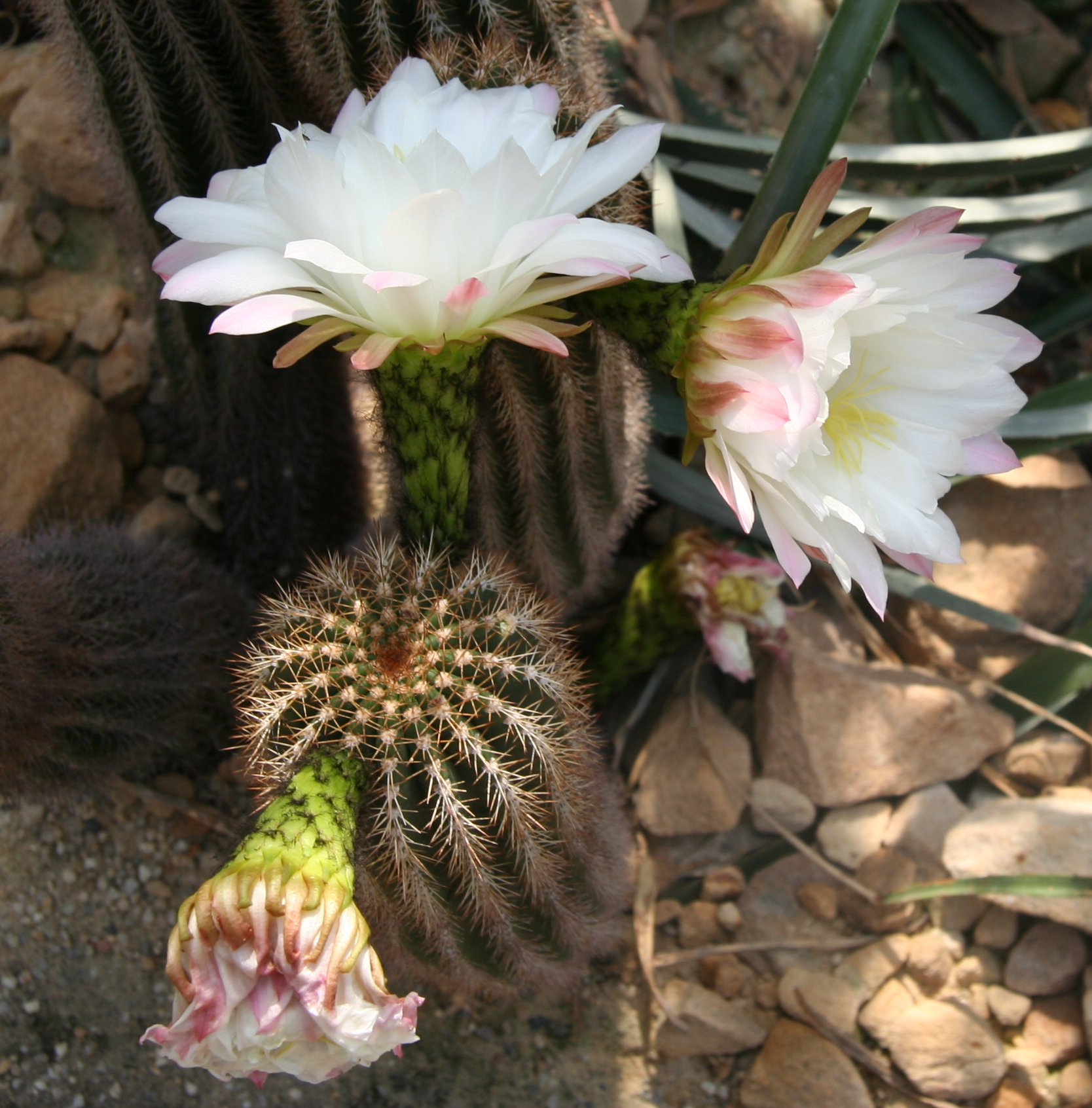
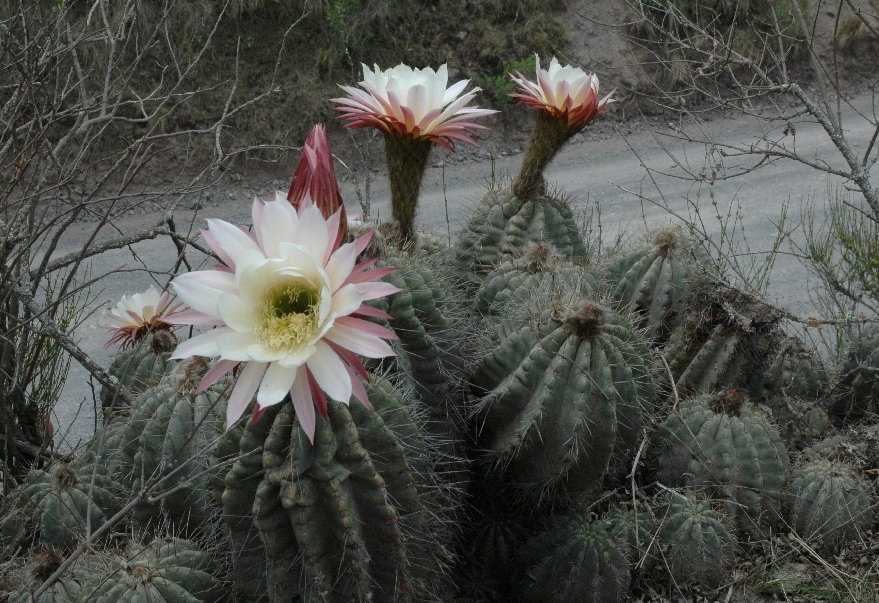